# 松本まりか
松本 まりか（まつもと まりか、1984年〈昭和59年〉9月12日 - ）は、日本の女優、ナレーター、声優。東京都中野区出身。イトーカンパニー→Grick→A-teamを経て、2024年1月から研音に所属。

## 略歴
デビューのきっかけは中学2年生の頃、友人と東京都渋谷区原宿へ買い物に行っていた時にスカウトされた。
当時は芸能界にあまり興味がなかったが、小さい頃から、幼稚園のお遊戯会、小学校の学芸会といった芝居をすることが好きであり、当時は何が出来るのか分からなかったため、「とりあえずやってみよう」と思ったという。
2000年にテレビドラマ『六番目の小夜子』（NHK教育テレビ）で女優デビュー。同年から2001年まで雑誌『ピチレモン』（学研）のレギュラーモデルを務める。その他、テレビアニメ『蒼穹のファフナー』の遠見真矢役、ゲーム『FINAL FANTASY X』のリュック役など声優としても活動する。
2018年放送のドラマ『ホリデイラブ』（テレビ朝日）で演じた井筒里奈役の「あざと可愛い」キャラクターが注目される。ドラマ初回放送後、松本のInstagramはフォロワー数が4,000から一気に5倍に増えたり、ネット掲示板「ガールズちゃんねる」でも3,000件以上のコメントが寄せられるなどSNSでも話題になった。また、同年8月に発表された「Yahoo!検索大賞2018」において、「松本まりか」が女優部門の中間発表で上位3名の中に入る。
2019年、女優人生19年目で初めての賞となるゆうばり国際ファンタスティック映画祭2019・ニューウェーブアワード女優部門を受賞。
2020年、ハインツの新ブランド「大人向けのパスタ」のアンバサダーに起用され、9月1日よりブランドビジュアルが展開されている 。9月24日に就任記念イベントが開催され、インスタライブで配信された。
2021年、ORICON NEWSの「2021年 上半期ブレイク女優ランキング」にて1位に輝いた。連続ドラマ『向こうの果て』（WOWOWプライム）、『それでも愛を誓いますか?』（テレビ朝日）に主演。
2022年に入り、映画『妖怪シェアハウス-白馬の王子様じゃないん怪-』など映画出演が相次ぐ。最新作は『ぜんぶ、ボクのせい』。12月公開の映画『夜、鳥たちが啼く』ではヒロイン・裕子役を務める。また、以前にネット配信企画が行われた『大きな古時計』（2006年）に、再編集を細部まで行った映画『大きな古時計 劇場版』が公開された。
2024年、連続ドラマ『ミス・ターゲット』（朝日放送テレビ・テレビ朝日）で全国ネット地上波連続ドラマ初主演。

## 人物
- その妖艶で特徴的な声は「あざとかわいい」と評されることもある一方で、コンプレックスを感じていた時期もあったといい、2021年に『めざまし8』（フジテレビ系）のインタビューへ応じた際には自身の声やそれに対する評価に苦悩しつつも前向きに捉えていることを明かした[26]。
- 10代の頃から宮崎あおい、栗山千明、須藤温子、ベッキー、石原さとみと仲が良く、特に石原とは現在でも家や旅行など頻繁にプライベートを共にしている事をSNSで報告している[27]。
- 18歳の頃に、松田美由紀と出会い、松田家に移り住み、1年半ほど半同棲生活を送った[28]。2021年9月11日放送の『人生最高レストラン』（TBS）でこのエピソードを披露し、番組では松田からの手紙が読み上げられた[28]。
- SMAPの大ファンであり、「SMAPはわたしの一番のスター」と公言している。2020年までに全メンバーと共演したことで「SMAPコンプリート」を達成した[29]。
- 兄がいる[30]。
- 高校ではバンド・Czecho No Republicのボーカル・武井優心と同学年だった[要出典]。
- 若手の頃から声優よりも女優志望で、2021年4月6日に出演した『ノンストップ!』（フジテレビ系）にてバナナマンの設楽統から「声優さんの仕事が来だしたら、わりとそっちで、っていう考えはなかったんですか？」と聞かれたが、「そうなんですよ。私は声優の仕事もテレビの仕事も、演じる上では同じなんですけど、全身でやっぱり表現したいというのがあったので、声だけじゃなくて、声も全身も、表情も、すべてで演じたかったから、『声優だったら売れるよ』とか、よく言われたんですけど、どうにか女優で踏ん張りたいな、と」と述べている[31]。

## エピソード
2021年5月7日に都内のサウナで顔面を強打し、鼻骨を骨折していたと報じられるが、その3日後、自身のInstagramで「実際には少しあざになった程度で、体調にも問題なく、その日から元気に撮影所に通う毎日です」と明かしていた。また、4か月後にゲスト出演した2021年9月18日放送の『二軒目どうする?〜ツマミのハナシ〜』（テレビ東京）では「普段からサウナは使用せず、お風呂と水風呂が好きだから行く。緊急搬送された日もサウナには入らず、ボディの出るお仕事が次の日にあったので、垢すりをするために行った」「湯船に3分ほど浸かっていると垢すりの順番が回ってきて名前が呼ばれたので、呼ばれた場所に向かって歩いていた時に、フラッときて意識を失ってしまって、顔面から倒れた」「でも凄いですね、人間の治癒力は。休めないと思うと、それ以上腫れないんですよ。もう引く一方。本当に不幸中の幸いというか。」と真相を語っている。

## 受賞歴
2019年
- ゆうばり国際ファンタスティック映画祭2019・ニューウェーブアワード女優部門

2022年
- スニーカーベストドレッサー賞2022 女優部門

## 出演

### 映画
- GACHAPON!（2004年9月18日、ジェイ・ブイ・ディー） - 明日香 役[35]
- 真夜中の弥次さん喜多さん（2005年4月2日、アスミック・エース） - 喜び組 役
- ノロイ（2005年8月20日、ザナドゥー） - 松本まりか 役[36]
- 輪廻（2006年1月7日、東宝） - 森田由香 役[37]
- セレブが結婚したい13の悪魔（2007年2月5日、グロービック） - 松島美穂 役
- ヒカリサス海、ボクノ船（2008年9月6日、GPミュージアムソフト・WILCO） - 志穂 役
- SPACE BATTLESHIP ヤマト（2010年12月1日、東宝） - 整備班員 仁科 役
- 桜並木の満開の下に（2013年4月13日、東京テアトル・オフィス北野） - 翔子 役[38]
- ポルトレ PORTRAIT（2014年6月7日） - 早季 役[39]
- Happy Wedding　ハッピーウエディング（2016年11月5日、アルタミラピクチャーズ） - サカモト・ハルコ 役
- 退屈な日々にさようならを（2017年2月25日、ENBUゼミナール） - 原田青葉 役[40]
- 愚行録（2017年2月18日、ワーナー・ブラザース映画、オフィス北野） - 山本礼子 役[41]
- はらはらなのか。（2017年4月1日、SPOTTED PRODUCTIONS） - 原マリカ 役[42]
- 22年目の告白 -私が殺人犯です-（2017年6月10日、ワーナー・ブラザース映画） - 川北未南子 役
- 奥田民生になりたいボーイと出会う男すべて狂わせるガール（2017年9月16日、東宝）[43]
- 過ぎて行け、延滞10代（2017年12月2日、モラモラプレス） - 美々 役[44]
- 聖なるもの（2018年4月14日、SPOTTED PRODUCTIONS） - 松本 役[8]
- ニセコイ（2018年12月21日、東宝） - 日原教子 役[45]
- さよならくちびる（2019年5月31日、ギャガ） - TVレポーター 役
- 普通は走り出す（2019年10月25日）[46]
- 雨に叫べば（2021年12月16日、Amazonプライムビデオ） - 主演・花子 役[47]
- MIRRORLIAR FILMS Season2『The Little Star』（2022年2月18日、イオンエンターテイメント）[48]
- 極主夫道 ザ・シネマ（2022年6月3日、ソニー・ピクチャーズエンタテインメント） - 虎春 役[49][50]
- 妖怪シェアハウス-白馬の王子様じゃないん怪-（2022年6月17日、東映） - 四谷伊和 / お岩さん 役[51][52]
- ぜんぶ、ボクのせい（2022年8月11日、ビターズ・エンド） - 松下梨花 役[53]
- 耳をすませば（2022年10月14日、ソニー・ピクチャーズエンタテインメント、松竹） - 津田みどり 役[54]
- 夜、鳥たちが啼く（2022年12月9日、クロックワークス） - ヒロイン・裕子 役[23]
- 大きな古時計 劇場版（2022年12月16日、ベンテンエンタテインメント） - ヒロイン・川瀬彩華 役[注 1][24][55][56][57]
- アイスクリームフィーバー（2023年7月14日、パルコ） - 高嶋優 役[58]
  - I Scream Fever（2023年5月9日）※スピンオフショートフィルム
- キリエのうた（2023年10月13日、東映） - イッコの元恋⼈のガールフレンド 役[59]
- 湖の女たち（2024年5月17日、東京テアトル・ヨアケ） - 主演・豊田佳代 役[60][61]

### テレビドラマ
- 六番目の小夜子（2000年4月8日 - 6月24日、NHK教育） - 花宮雅子 役[62]
- ナツのツボミ 第5話（2000年6月13日、日本テレビ）[63]
- 大河ドラマ（NHK総合） 
  - 葵 徳川三代（2000年） - 千姫（少女時代） 役
  - どうする家康（2023年） - 女大鼠 役[64]
    - どうする家康 総集編（2023年12月29日、NHK総合） - ナレーション[65]
- 秘密倶楽部o-daiba.com（2000年10月9日 - 2001年3月、フジテレビ） - 板倉あやの 役
  - 株式会社o-daiba.com〜美少女IT戦士リアルシターズ（2001年4月 - 9月21日）[66]
- ブッチギリ女消防士!火消し屋小町（2000年12月26日、関西テレビ）
- 愛は正義 第9話（2001年3月9日、テレビ朝日）[67]
- 太陽の季節（2002年7月7日 - 9月25日、TBS） - 安藤はるか 役[68]
- 赤ちゃんをさがせ 第1週（2003年2月17日 - 2月20日、NHK総合） - 猪熊理帆 役[67][69]
- R# ルームナンバー（テレビ朝日）
  - 第2回「ここって圏外?」（2003年4月5日）[70]
  - 第5回「真夜中の決闘!」（2003年8月2日）[71]
- 血脈（2003年9月12日、テレビ東京）
- 結婚相談員・末永卯月の推理案内状 地獄の花嫁4（2003年11月21日、フジテレビ） - 香川美保 役
- ミュージックinドラマ 「ホシに願いを」（2004年3月6日、NHK BSプレミアム）
- 虹のかなた（2004年8月30日 - 9月2日、毎日放送） - メグミ 役
- ホットマン2 第3話（2004年10月21日、TBS） - ミキ 役
- 夏目家の食卓（2005年1月5日、TBS） - おさん 役
- タイガー&ドラゴン 第2話（2005年4月22日、TBS） - 利光寿子 役
- 捜査検事・千草泰輔の事件ファイル　赤の組曲（2005年11月4日、BSフジ） - 定子 役
- 劇団演技者。「ロンリー・マイルーム」（2005年11月8日 - 29日、フジテレビ） - 水野由江 役
- 連続テレビ小説（NHK総合）
  - 純情きらり（2006年） - 高野薫子 役
  - ゲゲゲの女房（2010年） - 節子 役
- 戦場のガールズライフ（2007年1月21日 - 3月25日、ホームドラマチャンネル / BSフジ） - 主演・坂井珠子 役
- キサラギナビゲートドラマ クサナギ（2007年6月9日、テレビ東京） - 草薙マキ 役[72]
- ホタルノヒカリ（2007年7月11日 - 9月12日、日本テレビ） - 室田鈴子 役[73]
- 炎の警備隊長・五十嵐杜夫 6（2007年10月20日、朝日放送テレビ） - 恵子 役
- イケない足し算 A+B 第7回 「謝罪スターダム」（2008年8月17日、BSジャパン）
- 傍聴マニア09〜裁判長!ここは懲役4年でどうすか〜 第3話（2009年11月5日、読売テレビ） - 水谷桃花 役
- 新・警視庁捜査一課9係 season3（第6シリーズ） 第4話（2011年7月27日、テレビ朝日） - 伊東奈美枝 役[74]
- 贖罪 第1話「フランス人形」（2012年1月8日、WOWOW） - 香織 役[75]
- 浪花少年探偵団 第10話（2012年9月3日、TBS） - 高野千賀子 役[76]
- 実験刑事トトリ 第1話（2012年11月3日、NHK総合） - 藤田映子 役[77]
- リバースエッジ 大川端探偵社 第9話（2014年6月14日、テレビ東京） - 飯倉マミ 役[78]
- 私たちがプロポーズされないのには、101の理由があってだな 第5話（2014年12月2日、LaLa TV） - ゆきちゃん 役
- 少女のみる夢（2016年7月4日、テレビ朝日） - 金沢瑞穂 役[79]
- 好きな人がいること 第2話（2016年7月18日、フジテレビ） - 北海莉子 役
- 俺のセンセイ（2016年12月26日、フジテレビ）
- カルテット 最終話（2017年3月21日、TBS） - 大橋絵茉 役[80]
- ぼくらの勇気 未満都市2017（2017年7月21日、日本テレビ） - コンビニギャル 役
- 先に生まれただけの僕（2017年10月14日 - 12月16日、日本テレビ） - 香坂友梨子 役[81]
- ホリデイラブ（2018年1月26日 - 3月16日、テレビ朝日） - 井筒里奈 役[12][82]
- 遺留捜査 第5シリーズ 第6話（2018年8月23日、テレビ朝日） - 石倉杏里 役[83]
- 健康で文化的な最低限度の生活 第9話・最終話（2018年9月11日・18日、関西テレビ・フジテレビ） - 丸山梓 役[84]
- ブラックスキャンダル（2018年10月4日 - 12月6日、読売テレビ・日本テレビ） - 藤崎紗羅 役[85]
- 神酒クリニックで乾杯を（2019年1月12日 - 3月30日、BSテレ東） - 夕月ゆかり 役[86]
- グッドワイフ 第5話（2019年2月10日、TBS） - 小川唯菜 役[87]
- 東野圭吾「ダイイング・アイ」（2019年3月16日 - 4月20日、WOWOW） - 村上成美 役[88]
- 離婚なふたり（2019年4月5日・12日、テレビ朝日） - 朝比奈はな 役[89]
- 緊急取調室 THIRD SEASON 第4話（2019年5月2日、テレビ朝日） - 樫村茜 役[90]
- シャーロック 第1話（2019年10月7日、フジテレビ） - 赤羽汀子 役[91]
  - シャーロック 特別編（2019年12月23日、フジテレビ） - 赤羽汀子 役[92]
- 死役所（2019年10月17日 - 12月19日、テレビ東京） - ニシ川（西川美和子） 役[93]
- 抱かれたい12人の女たち 第6話（2019年11月10日、テレビ大阪） - アロマオイルを売る女 役[94][95]
- ドクターX〜外科医・大門未知子〜 第6期 第8話（2019年12月5日、テレビ朝日） - 中山麻里亜 役[96]
- ハムラアキラ〜世界で最も不運な探偵〜 第3話（2020年2月7日、NHK総合） - 野口環 役[97]
- パレートの誤算 〜ケースワーカー殺人事件（2020年3月7日 - 4月4日、WOWOW） - 安西佳子 役[98]
- B面女子（2020年4月4日、東海テレビ） - 高野しのぶ 役[99][100]
- 捨ててよ、安達さん。 第7話（2020年5月30日、テレビ東京） - ヨウコ 役[101]
- 竜の道 二つの顔の復讐者（2020年7月28日[注 2] - 9月15日、関西テレビ・フジテレビ） - 霧島まゆみ 役[104]
- 妖怪シェアハウス（2020年8月1日 - 9月19日、テレビ朝日） - 四谷伊和 / お岩さん 役[105]
  - 妖怪シェアハウス-帰ってきたん怪-（2022年4月9日 - 6月4日）[51]
- JOKE〜2022パニック配信!（2020年8月10日、NHK総合） - 沢井倫子 役
- 先生を消す方程式。（2020年10月31日 - 12月19日、テレビ朝日） - ヒロイン・前野静 役[106]
- 教場II（2021年1月3日・4日、フジテレビ） - 田澤愛子 役[107]
- 最高のオバハン 中島ハルコ（東海テレビ・フジテレビ） - 菊池いづみ 役
  - シーズン1（2021年4月10日）[108]
  - シーズン2（2022年10月8日 - 12月10日）[109]
  - 最高のオバハン中島ハルコ〜マダム・イン・ちょこっとだけバンコク〜（2025年1月4日 - 3月15日）[110]
  - 最高のオバハン中島ハルコ スピンオフ〜大谷家の大騒動!in愛知・幸田町〜（2025年3月23日〈予定〉）[111]
- 向こうの果て（2021年5月14日 - 7月2日、WOWOWプライム） - 主演・池松律子 役[21]
- それでも愛を誓いますか?（2021年10月3日 - 12月12日、ABCテレビ・テレビ朝日） - 主演・純須純 役[22]
- 奪い愛、高校教師（2021年12月28日 - 31日、テレビ朝日） - 十仲華子 役[112][113]
- 東京、愛だの、恋だの（2021年12月29日・30日、テレビ東京） - 主演・和田かえ 役[114][注 3]
- 名探偵ステイホームズ（2022年4月3日・10日、日本テレビ） - ヒロイン・坂本才花 役[115]
- 17才の帝国（2022年5月7日 - 6月4日、NHK総合） - 山口早希 役[116]
- すきすきワンワン! 第6話 - 最終話（2023年2月28日 - 3月28日、日本テレビ） - 湊エリー 役[117]
- ああ、ラブホテル 〜秘密〜 第2話「愛してれば、関係ない」（2023年5月26日、WOWOW） - 坂本風子 役[118]
- THE MYSTERY DAY〜有名人連続失踪事件の謎を追え〜（2023年10月7日、日本テレビ） - 久遠真梨華 役[119]
- 家政夫のミタゾノ 第6シリーズ 第1話（2023年10月10日、テレビ朝日） - 前田翠 役[120][121]
- トクメイ!警視庁特別会計係（2023年10月16日 - 12月25日、関西テレビ・フジテレビ） - 藤堂さゆり 役[122]
- 地球の歩き方 サイパン「七色の海と精霊特集 サイパン島〜マニャガハ島〜テニアン島」編（2024年2月25日 - 3月10日、テレビ大阪・BSテレ東） - 主演・松本まりか（本人） 役[123]
- ミス・ターゲット（2024年4月21日 - 6月16日、朝日放送テレビ・テレビ朝日） - 主演・朝倉すみれ 役[25]
- ブラック・ジャック（2024年6月30日、テレビ朝日） - 六実えみ子 役[124]
- 夫の家庭を壊すまで（2024年7月8日 - 9月30日、テレビ東京） - 主演・如月みのり 役[125]
- 人事の人見（2025年4月8日 - 6月17日、フジテレビ） - 堀愛美 役[126]
- 奪い愛、真夏（2025年7月18日 - 、テレビ朝日） - 主演・海野真夏 役[127][128]

### 配信ドラマ
- 大きな古時計（2006年1月21日、ネットシネマ） - ヒロイン・川瀬彩華 役[注 4][24]
- デートとは何か（2014年3月10日、ネスレシアター on YouTube） - かおる 役
- 深夜食堂 -Tokyo Stories- 第35話「たまご豆腐」（2016年、Netflix） - ミドリ 役[129]
- FUN HOUSE（2018年、dTVチャンネル） - クロエ 役
- ゼロ エピソードZERO 城山小太郎編（2018年8月12日 ‐ 、Hulu） - アイ 役
- SPECサーガ黎明篇 サトリの恋（2018年、Paravi） - 塩谷紗江 役[130]
- 田中圭24時間テレビ「くちびるWANTED」（2018年12月15日 - 12月16日、AbemaSPECIAL2） - 田中圭のストーカー 役[131][132]
- 奪い愛、夏（2019年8月8日 - 9月26日、AbemaTV） - 空野杏 役[133][134]
- 東京、愛だの、恋だの（2021年9月11日 - 10月16日、Paravi） - 主演・和田かえ 役[135]
- 松本まりかクリスマス24時間生テレビ 〜24時間で恋愛ドラマは完成できるのか!?〜（2021年12月24日、ABEMA） - 主演・赤井雪 役[136][137]
- 奪い愛、高校教師（2021年12月27日 - 30日、ABEMA） - 十仲華子 役 ※ ABEMA SPECIALチャンネル 第1話独占先行無料配信 2021年12月20日[112][113]

### オンライン動画
- 人魚姫（2020年7月公開、YouTubeチャンネル「Culture Room by Asami Kiyokawa」） - 朗読[138]
  - 第1部「人魚達の住むところ」（7月9日）
  - 第2部「王子との出会い、人魚の覚悟」（7月16日）
  - 第3部「泡になった人魚姫」（7月23日）

### オリジナルビデオ
- 角川ホラーシネマ 稲川淳二の戦慄のホラー（2003年）

### ナレーション
- POP JAM DX（2005年10月 - 2006年8月、NHK総合）
- ポップジャム（2006年9月 - 2007年3月、NHK総合）
- Girls meet Beauty（2006年10月 - 2006年12月、MTV）
- MUSIC JAPAN（2007年4月 - 2009年3月、NHK総合）
- きれいになったね。（2007年7月、BS日テレ/山口放送）
- 高松宮殿下記念世界文化賞（2007年10月、フジテレビ）
- SurpLIVE〜手のひらに感動を〜（BeeTV）
  - m-flo（2009年12月11日）
  - Every Little Thing（2010年1月22日）
- タッチ×ニッポン〜ふれたら買えるステキ生活〜（2013年4月7日、TBS）
- アニメーション「戦争のつくりかた」（2016年2月）[139]
- ○○式って効くの?（2016年4月、テレビ東京）
- 明日へつなげよう「サンテツがゆく」（2019年8月16日、NHK総合[注 5]） - ナレーション[140][141]
- あたらしいテレビ 徹底トーク2020（2020年5月10日、NHK総合）[142]
- 中居大輔と本田翼と夜な夜なラブ子さん（2020年7月2日 - 、TBS）[143]
- パンダってナンダ!?〜赤ちゃんパンダ・楓浜が教えてくれた“かわいい”の秘密〜[144]（2021年12月9日、NHK総合〈近畿地方のみ〉 / 12月31日、NHK総合〈全国〉[注 6]）

### テレビアニメ
- ポケットモンスター アドバンスジェネレーション（2002年 - 2006年、カナタ）
- 蒼穹のファフナー（2004年 - 2015年、遠見真矢） - 2シリーズ[一覧 1]
- それいけ!アンパンマン（2005年、イチゴちゃん 役〈4代目〉）
- シュガシュガルーン（2005年 - 2006年、ショコラ＝メイユール）
- Paradise Kiss（2005年、ミワコ）
- ぷるるんっ!しずくちゃん（2006年 - 2008年、のりりん） - 2シリーズ[一覧 2]
- マッハガール（2008年、リップ）
- UN-GO（2011年、佐々風守）
- 鉱国のプリンセス ディアンシー（ディアンシー）
- アニ×パラ〜あなたのヒーローは誰ですか〜（2022年、南川桃[147]）

### 劇場アニメ
- 蒼穹のファフナー HEAVEN AND EARTH（2010年、遠見真矢[148]）
- ポケモン・ザ・ムービーXY 破壊の繭とディアンシー（2014年、ディアンシー[149]）
- 映画 トロピカル〜ジュ!プリキュア 雪のプリンセスと奇跡の指輪!（2021年、シャロン[150]）

### OVA
- 星の海のアムリ（2008年、プルモ・アレン[151]）
- 蒼穹のファフナー シリーズ（2019年 - 2023年、遠見真矢） - 2シリーズ[一覧 3]

### Webアニメ
- ホリデイラブ 〜夫婦間恋愛〜（2018年、井筒里奈[154]）

### バラエティ
- THE突破ファイル（日本テレビ）
  - 2018年5月13日（パイロット版） - 愛犬を3年捜した女性 役
  - 2019年9月20日 - 離島の女医 役
- 日テレ系音楽の祭典 Premium Music（2020年3月25日、日本テレビ） - 松任谷由実 役
- あざとくて何が悪いの?（2020年4月17日〈第2弾〉、7月25日〈第3弾〉、テレビ朝日） - 第2弾 マオ 役・ナオコ 役（ミニドラマ）[155]
- ダウンタウンのガキの使いやあらへんで!大晦日スペシャル「絶対に笑ってはいけない大貧民GoToラスベガス24時!」2020年12月31日、日本テレビ）
- めざましテレビ（2021年4月、フジテレビ） - 2021年4月度マンスリーエンタメプレゼンター[156]
- 解決! チョコプラ即興劇場（2021年12月30日、読売テレビ） - MC[157]
- オンナの出口調査（2022年1月10日、フジテレビ）[158][159][160][161]

### ドキュメンタリー
- 名品の来歴 スペインから贈られた家康の洋時計（2022年12月2日、NHK BSプレミアム・BS4K） - 旅人 役[162][163]

### 情報番組
- チャント!（2024年4月22日、CBCテレビ） - ゲスト[164]

### テレビCM
- 日本コカ・コーラ（2000年）
- ミニストップ（2001年 - 2003年）
- NHK「ソルトレークシティオリンピック」（2002年）
- シュガシュガルーン DVDシリーズ（2005年）
- シュガシュガルーン 恋もおしゃれもピックアップ!（2005年）
- ロッテ「クーリッシュ デザート」（2008年）
- バンダイナムコゲームス『スーパーロボット大戦K』（2009年） - ナレーション
- グリコ オトナグリコ 「アーモンドピーク＜本当の敵篇＞」（2013年）
- DeNA 三国志ロワイヤル「張なんとか篇」「タケノコ篇」（2014年）
- パチンコ・コンコルド「コンコルゲン夫婦 女性社員篇」「コンコルゲン夫婦の歌篇」（2015年、静岡県ローカル）
- ソフトバンク「白戸家」シリーズ（2019年）[165]
- サントリースピリッツ 鏡月焼酎ハイ「はじめてのチュウ」篇 (2021年) [166]
- ジーユー「GU」（2021年）[167]
- P&Gジャパン
  - レノア アロマジュエル 姉の初体験篇（2022年） - 吉岡里帆と共演[168]
  - レノア ハピネス 饒舌になる妹 タオル&シャツ篇（2023年） - 吉岡里帆と共演[要出典]
- ニベア花王 ニベア プレミアムボディミルク モイスチャー「うるおいつやライン」篇（2022年9月20日 - ）[169]
- スカパー「おいでよ!スカパー!」（2022年11月1日 - ） - マヂカルラブリーと共演[170]
- ワコール「あふれる幸せ篇」「TRY篇」（2023年6月15日 - ）[171]

### 舞台
- 私とワタシ（2003年10月8日 - 13日、青山円形劇場） - 主演・結希 役[172]
- 多重人格探偵サイコ/新劇 雨宮一彦の消滅（2005年3月30日 - 4月4日、紀伊國屋サザンシアター） - ロリータ℃・伊園美和 役
- Cat in the Red Boots（2006年9月15日 - 10月9日、東京グローブ座ほか） - ノラ 役
- Endless SHOCK（2007年1月6日 - 2月28日、帝国劇場） - リカ 役[173]
- アマツカゼ〜天っ風（2008年3月21日 - 4月7日、青山劇場/4月24日 - 28日、NHK大阪ホール） - 陽炎 役
- 昭和島ウォーカー（2008年11月2日 - 23日、東京グローブ座/11月27日 - 30日、シアター・ドラマシティ） - ハナ 役
- MISSING BOYs 〜僕が僕であるために〜（2009年4月18日 - 5月5日、赤坂ACTシアター） - オギノショウコ 役
- 港町純情オセロ（2011年4月15日 - 5月15日、シアターBRAVA! ほか） - 伊藤絵美 役
- ラブリーベイベー（2011年10月28日 - 11月13日、東京グローブ座 / 11月17日 - 20日、シアター・ドラマシティ）
- ベット&メイキングス第1回公演「墓場、女子高生」（2012年2月1日 - 5日、座・高円寺） - チョロ 役
- “STRAYDOG” Produce 路地裏の優しい猫　（2012年8月11日・12日、大阪市立芸術創造館 / 8月21日 - 26日、ザ・ポケット）
- ブス会*「女のみち2012」（2012年10月11日 - 14日、下北沢ザ・スズナリ）[174]
  - ブス会*「女のみち再演」（2015年5月22日 - 31日、東京芸術劇場シアターイースト）[175]
- 音楽劇 蒼穹のファフナー（2012年12月20日 - 30日、博品館劇場） - 遠見真矢 役
- ナイロン100℃「デカメロン21〜或いは、男性の好きなスポーツ外伝〜」（2013年2月24日 - 3月24日、CBGKシブゲキ!!）
- ディス・ワンダーランド（2013年4月6日 - 14日 、青山円形劇場）
- 城山羊の会「効率の優先」（2013年6月7日 - 16日、東京芸術劇場シアターイースト）
- 財団、江本純子Vol.6「常に最高の状態」（2013年9月17日 - 22日、渋谷ギャラリー・ルデコ5）
- 2LDK -2013-（Eペア 松本まりか×宮崎香蓮）（2013年10月19日、俳優座劇場）
- モダンスイマーズ 「死ンデ、イル。」（2013年12月12日 - 22日、下北沢ザ・スズナリ）
- PARCO PRODUCE「ブエノスアイレス午前零時」（2014年11月28日 - 12月21日、新国立劇場中劇場 / 12月25日 - 29日、シアターBRAVA!）
- 城山羊の会「水仙の花 narcissus」（2015年12月4日 - 13日、三鷹市芸術文化センター星のホール）
- 方南ぐみ企画公演「逢いたくて」（2017年8月9日、三越劇場）
- ナイロン100℃ 48th SESSION『Don't freak out』（2023年2月25日 - 3月21日、 下北沢 ザ・スズナリ他） -  天房颯子 役[176]
- いきなり本読み！in BOOTCAMP！（2025年3月11日 - 14日、草月ホール）[177]
- KAAT×城山羊の会「勝手に唾が出てくる甘さ」（2025年11月14日 - 30日〈予定〉、KAAT神奈川芸術劇場 中スタジオ）[178]

### ラジオ
- ON THE WAY COMEDY 道草（TOKYO FM）
  - Vol.107「パパと呼べるまで」（2003年11月24日 - 27日） - 宮田アカリ 役
  - Vol.214「寿司屋・内藤惣五郎」（2006年） - 内藤チサト 役
- 松本まりか Liebchen〜いとしいヒト（2005年11月2日 - 12月29日、文化放送）
- 岩井俊二プロデュース・ラジオドラマ 円都通信「BANDAGE」（2005年2月2日 - 3月31日、TOKYO FM） - コズエ 役
- Lifestyle and Recommend program 'Reco'（2006年1月、TOKYO FM） - マンスリーパーソナリティ
- オロナイン 泣きたいときのクスリ2008　第1週「龍一の話」（2008年11月3日 - 6日、TOKYO FM） - さやか 役[179]
- アンタッチャブルのシカゴマンゴ（2009年7月31日、TBSラジオ） - ゲスト
- 蒼穹のファフナーWEBラジオ（2012年7月27日 - 12月28日、ニコニコ生放送） - 遠見真矢 役
  - 「蒼穹のファフナー EXODUS」公開WEBラジオ収録生中継（2014年6月28日 - 9月21日、ニコニコ生放送）
  - WEBラジオ「蒼穹のファフナー EXODUS」（2015年2月3日 - 3月17日、ニコニコ生放送）

### ゲーム
2001年
- ファイナルファンタジーX - リュック 役

2003年
- ファイナルファンタジーX-2 - リュック 役

2005年
- 蒼穹のファフナー - 遠見真矢 役
- シュガシュガルーン〜ハートがいっぱい!萌黄学園〜 - ショコラ＝メイユール 役
  - シュガシュガルーン 恋もおしゃれもピックアップ! - ショコラ＝メイユール 役

- キングダム ハーツII（リュック）

2006年
- シュガシュガルーン クイーン試験は大パニック★ - ショコラ＝メイユール 役

2011年
- ファイナルファンタジー零式 - ムツキ 役

2012年
- 嫁コレ - 遠見真矢 役

2013年
- スーパーロボット大戦UX - 遠見真矢 役

2016年
- ワールド オブ ファイナルファンタジー - リュック 役

2024年
- WAR OF THE VISIONS ファイナルファンタジー ブレイブエクスヴィアス 幻影戦争 - リュック 役

### 吹き替え

#### ドラマ
- 春のワルツ

### ドラマCD
- 蒼穹のファフナー シリーズ - 遠見真矢 役
  - FAFNER in the azure -NO WHERE- 〜蒼穹のファフナー BGM & ドラマアルバム
  - FAFNER in the azure -NOW HERE- 〜蒼穹のファフナー BGM & ドラマアルバム II
  - 蒼穹のファフナー ドラマCD（1） STAND BY ME
  - 蒼穹のファフナー ドラマCD（2） GONE / ARRIVE
  - 蒼穹のファフナー EXODUS ドラマCD THE FOLLOWER
  - 蒼穹のファフナー EXODUS ドラマCD THE FOLLOWER2
- シュガシュガルーン キャラクターCD:ショコラ
  - シュガシュガルーン キャラクターCD:ロッキンロビン

### 演劇DVD
- Cat in the Red Boots（2007年） - ネコ（ノラ） 役

### 携帯コンテンツ
- 天使の素顔
- アイドルがイッパイ（アイパイ）

### PV
- ヴァレンティノ・カーン「Deep Down Low」（2015年）

## 作品

### シングル
| 枚  | 発売日        | タイトル        | 規格品番 | 備考 |
| --- | ------------- | --------------- | -------- | --- |
| 1st | 2005年2月23日 | Innocent Flower | CHAC-001 | DVD BOX『Innocent Flower』（2005年1月25日発売）内に封入されたCDと内容は同一。異なる点として、CD-EXTRA仕様になっておりCDプレイヤーでは音楽CDとして聞くことができ、パソコンではメディアプレーヤー等の動画再生ソフトでプロモーションビデオを再生することが可能な点。 |

### キャラクターソング
| 発売日   | 商品名                                                            | 歌                                                                 | 楽曲                                              | 備考                                                 |
| 2002年   | 2002年                                                            | 2002年                                                             | 2002年                                            | 2002年                                               |
| -------- | ----------------------------------------------------------------- | ------------------------------------------------------------------ | ------------------------------------------------- | ---------------------------------------------------- |
| 12月18日 | FINAL FANTASY X VOCAL COLLECTION                                  | リュック（松本まりか）                                             | 「Get Happy!」                                    | ゲーム『ファイナルファンタジーX』関連曲              |
| 12月18日 | FINAL FANTASY X VOCAL COLLECTION                                  | ユウナ（青木麻由子）、リュック（松本まりか）、ルールー（夏樹リオ） | 「All The Way」                                   | ゲーム『ファイナルファンタジーX』関連曲              |
| 2003年   |                                                                   |                                                                    |                                                   |                                                      |
| 7月16日  | FINAL FANTASY X-2 Vocal Collection RIKKU                          | リュック（松本まりか）                                             | 「はだしの軌跡」 「Without you」                  | ゲーム『ファイナルファンタジーX-2』関連曲            |
| 2004年   |                                                                   |                                                                    |                                                   |                                                      |
| 12月22日 | 蒼穹のファフナー キャラクターズアルバム 真矢 - azul               | 遠見真矢（松本まりか）                                             | 「azul」                                          | テレビアニメ『蒼穹のファフナー』関連曲               |
| 2005年   |                                                                   |                                                                    |                                                   |                                                      |
| 12月28日 | シュガシュガルーン イメージアルバム                               | ショコラ＝メイユール（松本まりか）                                 | 「ごきげんナナメの女の子」 「ショコラのくちぶえ」 | テレビアニメ『シュガシュガルーン』関連曲             |
| 12月28日 | シュガシュガルーン イメージアルバム                               | ショコラ＝メイユール（松本まりか）、バニラ（井端珠里）             | 「デート☆デート」                                 | テレビアニメ『シュガシュガルーン』エンディングテーマ |
| 2006年   |                                                                   |                                                                    |                                                   |                                                      |
| 2月15日  | シュガシュガルーン キャラクターCDシリーズ ショコラ＝メイユール    | ショコラ＝メイユール（松本まりか）                                 | 「あなたのハートをピックアップ！！」 「魔界通販」 | テレビアニメ『シュガシュガルーン』関連曲             |
| 6月7日   | SUGAR2 RUNE DEUX                                                  | ショコラ＝メイユール（松本まりか）                                 | 「Mambo de Chocolate」                            | テレビアニメ『シュガシュガルーン』関連曲             |
| 2015年   |                                                                   |                                                                    |                                                   |                                                      |
| 5月22日  | TVアニメ「蒼穹のファフナー EXODUS」キャラクターソング＜遠見真矢＞ | 遠見真矢（松本まりか）                                             | 「Angel arrow」 「オレンジの風」                  | テレビアニメ『蒼穹のファフナー EXODUS』関連曲        |
| 12月30日 | TVアニメ「蒼穹のファフナー EXODUS」キャラクターソングアルバム     | 遠見真矢（松本まりか）                                             | 「Moonflower」 「azul（2015 ver.）」              | テレビアニメ『蒼穹のファフナー EXODUS』関連曲        |
| 2018年   |                                                                   |                                                                    |                                                   |                                                      |
| 1月31日  | 蒼穹のファフナー EXODUS Blu-ray BOX 特典CD                        | 遠見真矢（松本まりか）                                             | 「Magenta」                                       | テレビアニメ『蒼穹のファフナー EXODUS』関連曲        |
| 1月31日  | 蒼穹のファフナー EXODUS Blu-ray BOX 特典CD                        | 真壁一騎（石井真）、皆城総士（喜安浩平）、遠見真矢（松本まりか）   | 「満天の星」                                      | テレビアニメ『蒼穹のファフナー EXODUS』関連曲        |

## 書籍

### 雑誌
- 『週刊FLASH』[195]

### シリーズ一覧
1. ↑  第1期（2004年）、『EXODUS』（2015年）[146]
2. ↑  第1期（2006年 - 2007年）、第2期『あはっ☆』（2007年 - 2008年）
3. ↑  『THE BEYOND』（2019年 - 2021年）[152]、『BEHIND THE LINE』（2023年）[153]